# Jeronimus Croase
 (mai 2025).
Jeronimus Croase, mort le 20 juin 1687, est un soldat et explorateur de la Compagnie néerlandaise des Indes orientales en Afrique du Sud.

## Biographie

### Contexte
Au cours des premières années de présence de la Compagnie des Indes orientales en Afrique du Sud, l'intérieur du pays est resté largement inexploré. Jeronimus Croase est l'un des nombreux explorateurs chargés de découvrir des routes à travers l'intérieur des terres et de recueillir des renseignements sur les tribus locales. Jeronimus Croase aurait excellé dans la compilation d'informations sur les peuples autochtones. 

### Carrière et expédition
Sa première expédition en Afrique du Sud a lieu en 1663, lorsqu'il participe à une expédition infructueuse vers l'intérieur dans le but de trouver une route terrestre vers le fleuve Orange. Jeronimus Croase est le premier à découvrir une route allant de Table Bay à Mossel Bay et Outeniqualand en 1668, où il découvrit la tribu Attakwa,,. Un an plus tôt, il avait également découvert la rivière Gourits. 
En septembre 1670, Jeronimus Croase (alors sergent) commande un poste à la baie de Saldanha lorsqu'il est attaqué par l'amiral De la Haye de la Compagnie française des Indes orientales. Jeronimus Croase et ses hommes sont temporairement faits prisonniers.
En juillet 1673, Jeronimus Croase est envoyé pour aider un groupe de colons qui sont attaqués par le chef de guerre tribal Gonnema. Les colons sont tués bien avant l'arrivée des secours, mais Jeronimus Croase avait également été chargé de mener une attaque punitive. Lui et ses hommes tentent une attaque sur le kraal de Gonnema, mais le seigneur de guerre et ses hommes s'échappent dans les montagnes et Jeronimus Croase doit se contenter de capturer leur bétail.
Au cours des années suivantes, Jeronimus Croase est promu dans les rangs de l'armée et, en tant que lieutenant, il est invité en 1674 à rejoindre le conseil politique du gouverneur. En 1685, il est nommé à la haute cour de justice de la colonie sous la direction d'Hendrik van Rheede. Il meurt de maladie le 20 juin 1687.